# گروولند، آیداهو
گروولند (به انگلیسی: Groveland) یک منطقهٔ مسکونی در ایالات متحده آمریکا است که در شهرستان بینگم، آیداهو واقع شده‌است. گروولند ۸۷۷ نفر جمعیت دارد و ۱٬۳۷۰٫۰۹ متر بالاتر از سطح دریا واقع شده‌است.